# F1 Challenge ’99–’02
Az F1 Challenge '99-'02 egy F1-es szimulátor, amit 2003-ban adott ki az EA Sports. Ez az EA Sports utolsó Formula–1-es játéka. Ezt a játékot PlayStation-konzolokra F1 Career Challenge címen adták ki. Elődje az F1 2002. Megjelenése után, 2010-ig nem csináltak hivatalos Formula–1 játékot PC-re.

## Jellemzői
A játék négy évadot gyűjtött össze (1999, 2000, 2001, 2002), és a kor összes autója és pályája megvan.

### Grafika
A játék megjelenése idején fejlett grafikával rendelkezett. 

### Hang
Az F1 2002-höz képest többféle motorhang is bekerült a játékba. A háttérzenét kivették a gyors visszajátszásból, így már csak a főmenüben hallható háttérzene.

## Játékmódok
- Verseny: melynek keretében egy-egy futamot lehet teljesíteni, testre szabható beállításokkal (versenytáv, időjárás stb.)
- Tesztnap: tesztelhetjük az autó beállításait. A teszten privátban vagy más versenyzőkkel együtt tesztelhetünk, a játék beállításaitól függően.
- Világbajnokság: egy szezont lehet végigversenyezni az adott évadban
- Többjátékos: internetes és IP-cím beírásával LAN-os szerverekkel lehet több emberrel versenyezni

## Csapatok és pilóták

### 1999
| Csapat   | Pilóták               |
| -------- | --------------------- |
| McLaren  | Mika Häkkinen         |
| McLaren  | David Coulthard       |
| Ferrari  | Michael Schumacher    |
| Ferrari  | Eddie Irvine          |
| Williams | Alessandro Zanardi    |
| Williams | Ralf Schumacher       |
| Jordan   | Damon Hill            |
| Jordan   | Heinz-Harald Frentzen |
| Benetton | Giancarlo Fisichella  |
| Benetton | Alexander Wurz        |
| Sauber   | Jean Alesi            |
| Sauber   | Pedro Diniz           |
| Arrows   | Pedro de la Rosa      |
| Arrows   | Takagi Toranoszuke    |
| Stewart  | Rubens Barrichello    |
| Stewart  | Johnny Herbert        |
| Prost    | Olivier Panis         |
| Prost    | Jarno Trulli          |
| Minardi  | Luca Badoer           |
| Minardi  | Marc Gené             |
| BAR      | Jacques Villeneuve    |
| BAR      | Ricardo Zonta         |

### 2000
| Csapat   | Pilóták               |
| -------- | --------------------- |
| McLaren  | Mika Häkkinen         |
| McLaren  | David Coulthard       |
| Ferrari  | Michael Schumacher    |
| Ferrari  | Rubens Barrichello    |
| Jordan   | Heinz-Harald Frentzen |
| Jordan   | Jarno Trulli          |
| Jaguar   | Eddie Irvine          |
| Jaguar   | Johnny Herbert        |
| Williams | Ralf Schumacher       |
| Williams | Jenson Button         |
| Benetton | Giancarlo Fisichella  |
| Benetton | Alexander Wurz        |
| Prost    | Jean Alesi            |
| Prost    | Nick Heidfeld         |
| Sauber   | Pedro Diniz           |
| Sauber   | Mika Salo             |
| Arrows   | Pedro de la Rosa      |
| Arrows   | Jos Verstappen        |
| Minardi  | Marc Gené             |
| Minardi  | Gastón Mazzacane      |
| BAR      | Jacques Villeneuve    |
| BAR      | Ricardo Zonta         |

### 2001
| Csapat   | Pilóták               |
| -------- | --------------------- |
| Ferrari  | Michael Schumacher    |
| Ferrari  | Rubens Barrichello    |
| McLaren  | Mika Häkkinen         |
| McLaren  | David Coulthard       |
| Williams | Ralf Schumacher       |
| Williams | Juan Pablo Montoya    |
| Benetton | Giancarlo Fisichella  |
| Benetton | Jenson Button         |
| BAR      | Olivier Panis         |
| BAR      | Jacques Villeneuve    |
| Jordan   | Heinz-Harald Frentzen |
| Jordan   | Jarno Trulli          |
| Arrows   | Enrique Bernoldi      |
| Arrows   | Jos Verstappen        |
| Sauber   | Nick Heidfeld         |
| Sauber   | Kimi Räikkönen        |
| Jaguar   | Eddie Irvine          |
| Jaguar   | Pedro de la Rosa      |
| Minardi  | Tarso Marques         |
| Minardi  | Fernando Alonso       |
| Prost    | Jean Alesi            |
| Prost    | Luciano Burti         |

### 2002
| Csapat   | Pilóták               |
| -------- | --------------------- |
| Ferrari  | Michael Schumacher    |
| Ferrari  | Rubens Barrichello    |
| McLaren  | David Coulthard       |
| McLaren  | Kimi Räikkönen        |
| Williams | Ralf Schumacher       |
| Williams | Juan Pablo Montoya    |
| Sauber   | Nick Heidfeld         |
| Sauber   | Felipe Massa          |
| Jordan   | Giancarlo Fisichella  |
| Jordan   | Szató Takuma          |
| BAR      | Jacques Villeneuve    |
| BAR      | Olivier Panis         |
| Renault  | Jarno Trulli          |
| Renault  | Jenson Button         |
| Jaguar   | Eddie Irvine          |
| Jaguar   | Pedro de la Rosa      |
| Arrows   | Enrique Bernoldi      |
| Arrows   | Heinz-Harald Frentzen |
| Minardi  | Alex Yoong            |
| Minardi  | Mark Webber           |
| Toyota   | Mika Salo             |
| Toyota   | Allan McNish          |

## Versenypályák
| Nagydíj                   | Helyszín                        |
| ------------------------- | ------------------------------- |
| Ausztrália                | Albert Park Circuit             |
| Malajzia                  | Sepang International Circuit    |
| Brazília                  | Autódromo José Carlos Pace      |
| San Marino                | Autodromo Enzo e Dino Ferrari   |
| Spanyolország             | Circuit de Catalunya            |
| Monaco                    | Circuit de Monaco               |
| Kanada                    | Circuit Gilles Villeneuve       |
| Európa                    | Nürburgring*                    |
| Franciaország             | Circuit de Nevers Magny-Cours   |
| Ausztria                  | A1-Ring                         |
| Nagy-Britannia            | Silverstone Circuit             |
| Németország               | Hockenheimring**                |
| Magyarország              | Hungaroring                     |
| Belgium                   | Circuit de Spa-Francorchamps    |
| Olaszország               | Autodromo Nazionale di Monza*** |
| Amerikai Egyesült Államok | Indianapolis Motor Speedway     |
| Japán                     | Suzuka Circuit                  |

* = 2002-ben átépítették a Castrol-sikánt.
** = 2002-ben átépítették a pályát
*** = 2000-ben átépítették a Rettifilo-sikánt

## Népszerűsége
Miután kiadták a játékot, a kor legnagyobb szimulátor-játékának számított a grafikája és a hanghatásai miatt. Ez a népszerűség még a GameSpy 2014-es bezárásáig kitartott. Utána hanyatlásnak indult.